# Gunasquamekook
Gunasquamekook (Qonasqamkuk), nekadašnje glavno Passamaquoddy selo na mjestu sadašnjeg St. Andrewsa na obali zaljeva Passamaquoddy Bay u New Brunswicku, Kanada. Tijekom američke revolucije (1775 - 1783), bore se na američkoj strani protiv Britanaca, zbog čega je 1785. selo uništeno. Indijanci su razvlašteni i preseljeni na Indian Island i konačno u Sipayik, današnji rezervat Pleasant Point u Maine, SAD.

## Vanjske poveznice
- Qonasqamkuk  Arhivirana inačica izvorne stranice od 13. svibnja 2008. (Wayback Machine)
- lokacija sadašnjeg St. Andrewsa[neaktivna poveznica]
- G-Maine Indian Villages, Towns and Settlements